# Linia kolejowa nr 66
Linia kolejowa nr 66 – normalnotorowa, jednotorowa, niezelektryfikowana linia kolejowa w południowo-wschodniej Polsce. Jest to trasa o długości 67,498 km i o przebiegu równoleżnikowym; łączy ona ze sobą linie kolejowe nr 68 i nr 69.
Na odcinku Zwierzyniec Towarowy – Biłgoraj – Huta Deręgowska linia współdzieli torowisko i infrastrukturę z szerokotorową linią kolejową nr 65 znaną jako Linia Hutnicza Szerokotorowa.

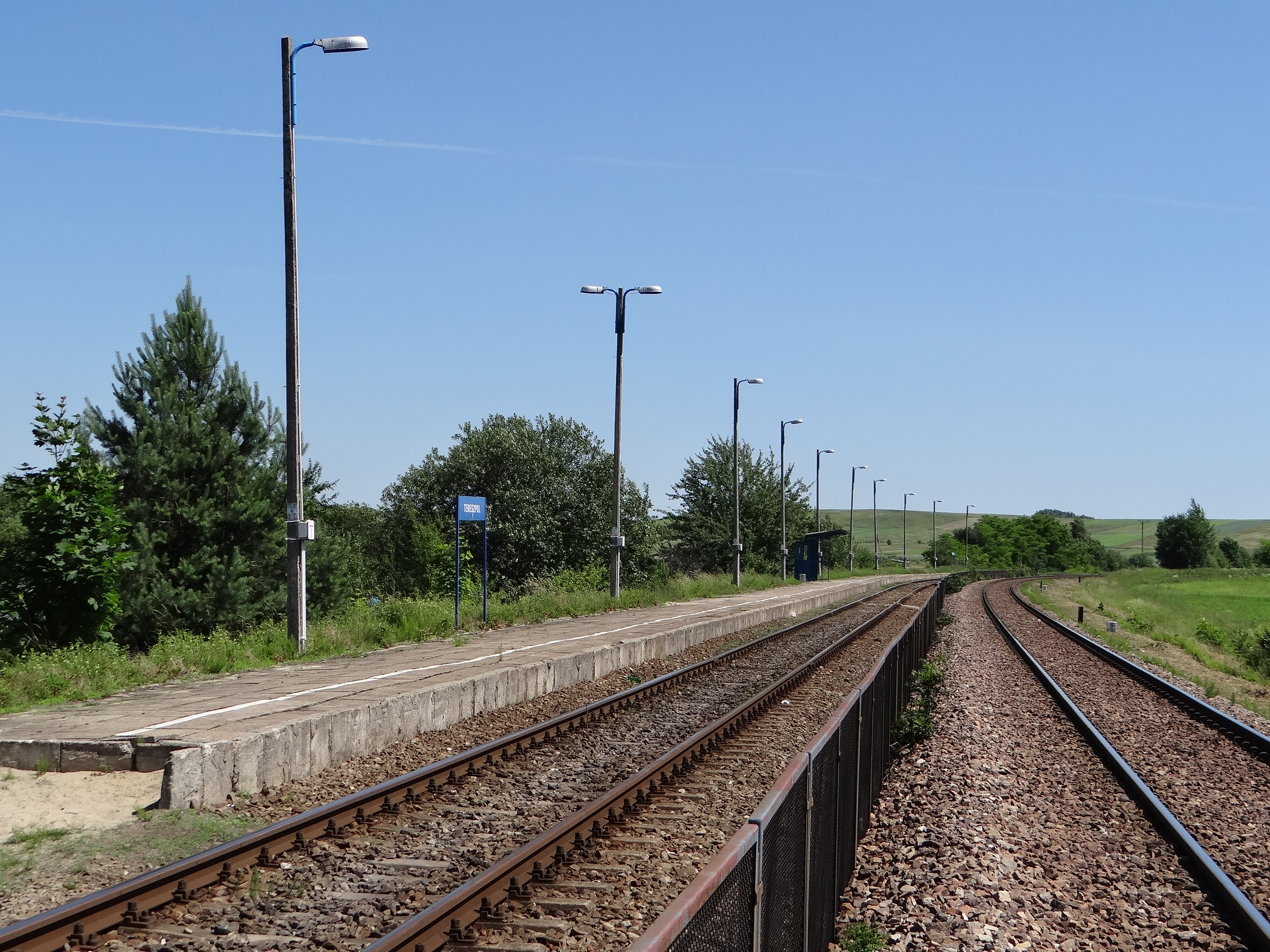
Przystanek Tereszpol Biłgorajski (torowisko wspólne z linią nr 65)
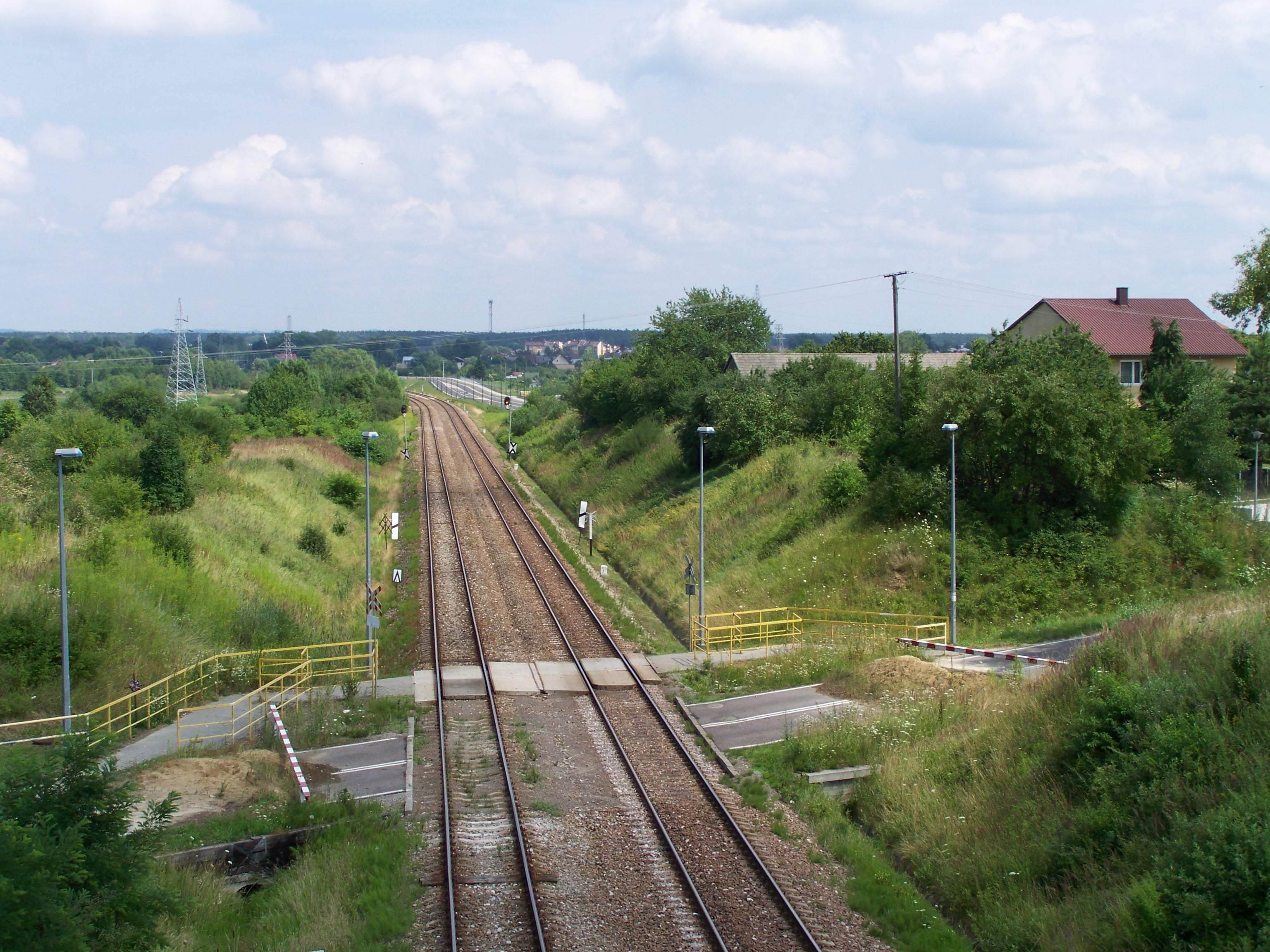
Widok z alei Jana Pawła II w Biłgoraju (torowisko wspólne z linią nr 65)
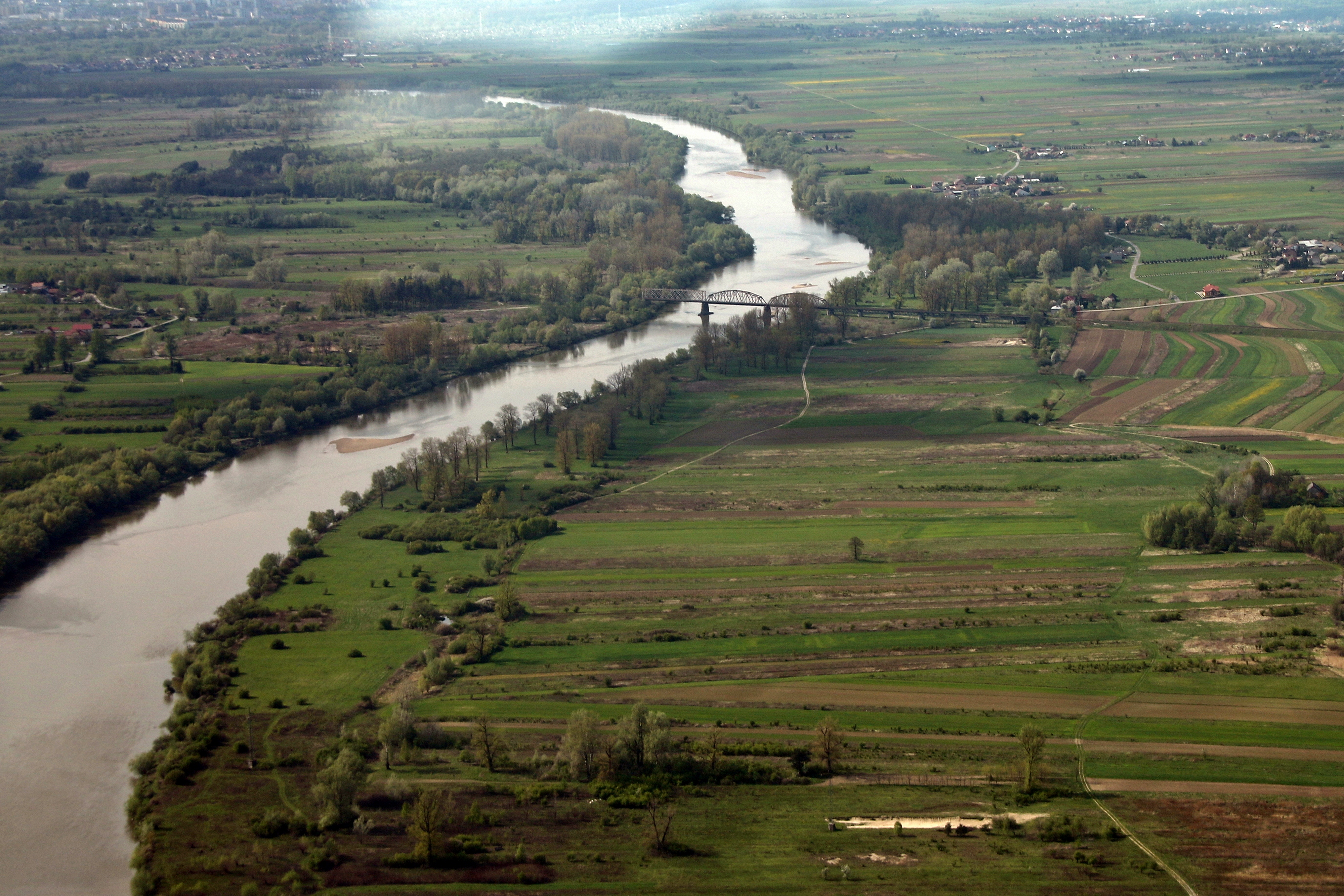
Most nad rzeką San w Nisku
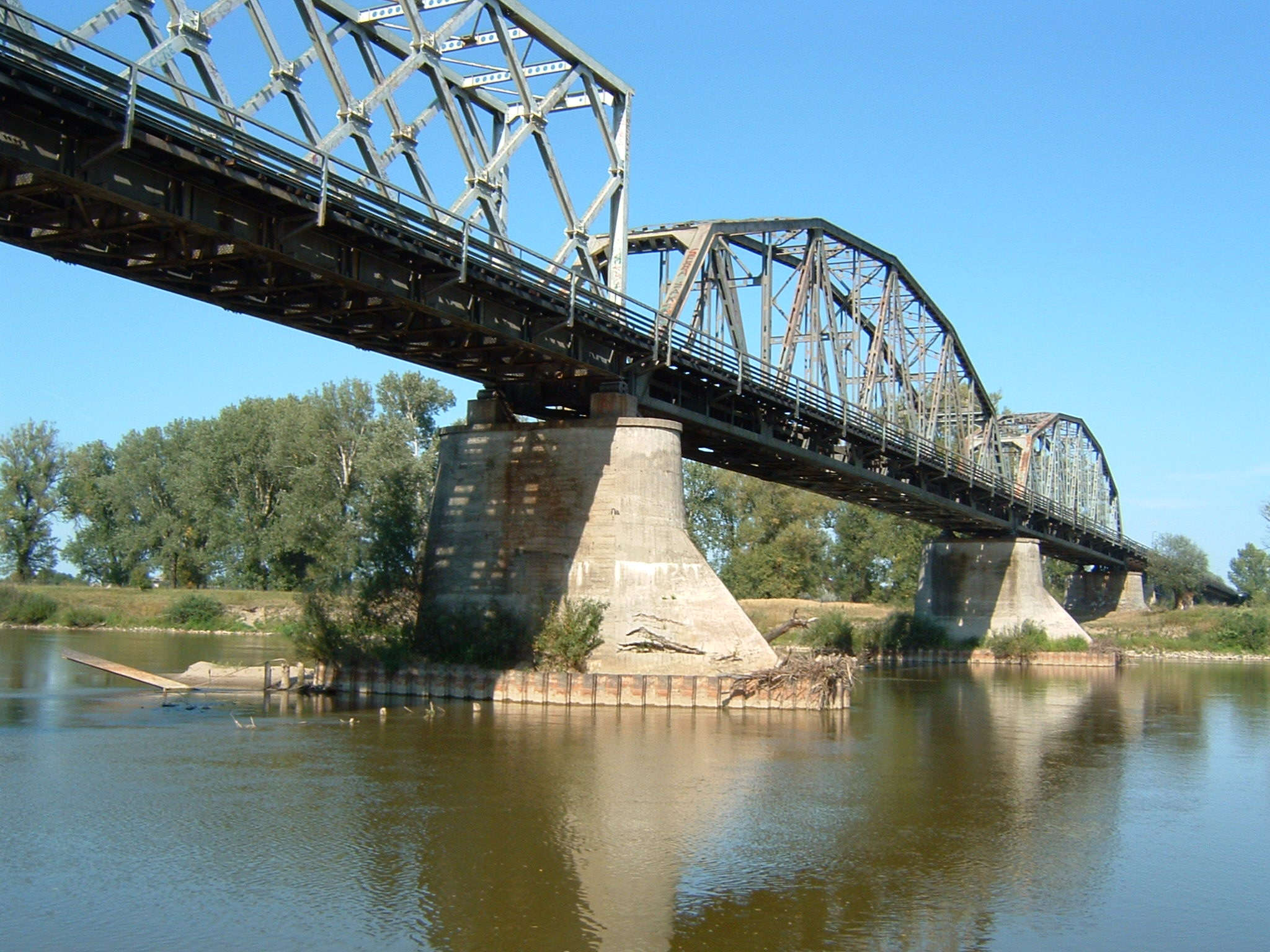
Most nad rzeką San w Nisku

## Historia
W latach 1914–1971 istniała linia kolei wąskotorowej łącząca Zwierzyniec z Biłgorajem. Dla Biłgoraja była ona jedynym połączeniem kolejowym, dlatego już w latach 30. XX w. władze planowały zastąpić ją linią normalnotorową. Projekt ten udało się zrealizować dopiero w 1971, kiedy powstał pierwszy odcinek obecnej linii kolejowej nr 66.
Pierwszy odcinek linii nr 66, obejmujący trasę Zwierzyniec Towarowy – Biłgoraj, został zbudowany przez Biłgorajskie Przedsiębiorstwo Budownictwa Kolejowo-Drogowego, a jego otwarcie miało miejsce 21 grudnia 1971. Przebieg tego odcinka jest zbliżony do trasy dawnej kolei wąskotorowej, a częściowo się z nią pokrywa. Sama linia wąskotorowa została rozebrana.
9 sierpnia 1974 otwarto dalszy odcinek Biłgoraj – Huta Krzeszowska. 11 maja 1976 uruchomiony został ostatni fragment Huta Krzeszowska – Stalowa Wola Południe, dzięki czemu linia nr 66 przestała być trasą ślepą.
W latach 1976–1979 zbudowana została Linia Hutnicza Szerokotorowa, która na odcinku Zwierzyniec Towarowy – Biłgoraj – Huta Deręgowska biegnie równolegle do linii nr 66 i dzieli z nią torowisko.

## Ruch pociągów
Po linii kolejowej nr 66 kursują składy towarowe i osobowe. Zgodnie z rozkładem jazdy na sezon 2023/2024 po trasie codziennie jeździ grupa wagonów relacji Stalowa Wola Rozwadów – Hrubieszów Miasto rozłączana w Stalowej Woli Rozwadowie od pociągu IC 7200 Hetman relacji Wrocław Główny – Lublin Główny. 
| Tor 1         | Tor 1         | Tor 1               | Tor 1     | Tor 1            |
| ------------- | ------------- | ------------------- | --------- | ---------------- |
| odcinek linii | odcinek linii | pociągi pasażerskie | szynobusy | pociągi towarowe |
| km pocz.      | km końcowy    | pociągi pasażerskie | szynobusy | pociągi towarowe |
| 0,057         | 6,200         | 100                 | 100       | 60               |
| 6,200         | 14,900        | 80                  | 80        | 60               |
| 14,900        | 56,000        | 100                 | 100       | 60               |
| 56,000        | 67,555        | 80                  | 80        | 60               |